# Araneus neocaledonicus
Araneus neocaledonicus är en spindelart som beskrevs av Lucien Berland 1924. Araneus neocaledonicus ingår i släktet Araneus och familjen hjulspindlar. Inga underarter finns listade i Catalogue of Life.